# Segerstads skärgård
Segerstads skärgård är ett naturreservat i Karlstads kommun i Värmlands län.
Området är naturskyddat sedan 1979 och är 5 370 hektar stort. Reservatet omfattar mer än trettio öar och flera hundra småöar och skär samt fastlandspartier vid Arnäs udde och Onsösundet. Bland öarna finn södra Åsundaön, Bärön och Gåsen.
Naturen består av tallskog på magra hällmarker.